# Campiano (Fluss)
Der Campiano (torrente Campiano) ist ein 11 km langer linker Nebenfluss der Nera in Umbrien in Mittelitalien.

## Verlauf

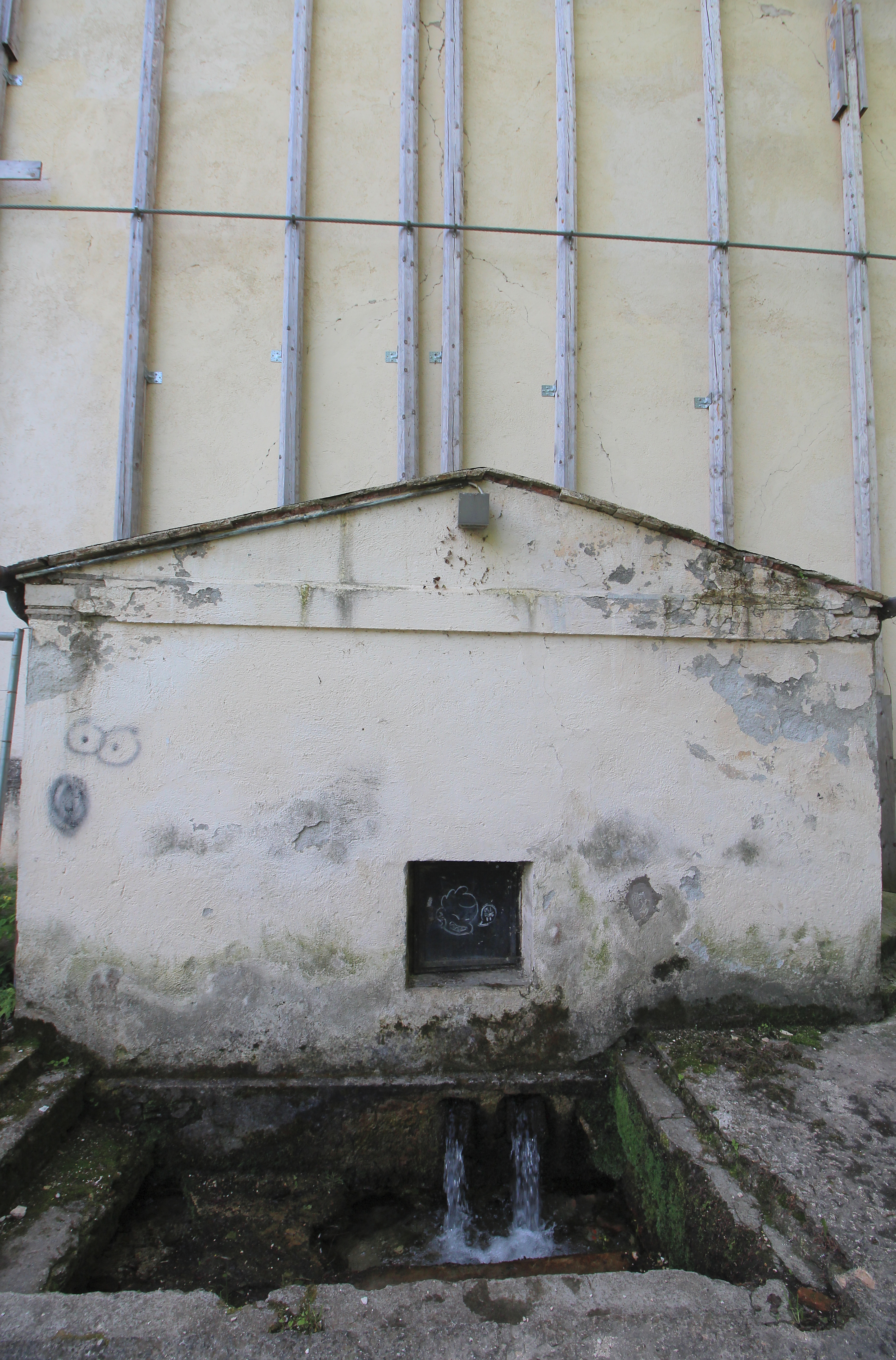
Wasserquelle an der Apsis der Kirche Madonna del Ponte

Der Campiano entspringt an einem westlichen Ausläufer des Berges Monte La Bandita (1563 m) aus mehreren Bachläufen, die sich bei Campi (711 m), einem Ortsteil von Norcia etwa 6 km nördlich der Hauptgemeinde und Namensgeber des Flusses, zum Campiano vereinigen. Von hier startet das Gewässer Richtung Nordwesten und tritt nach etwa 2 km kurz nach dem Abzweig der Straße SP 475 nach Abeto an der SP 476 von Norcia nach Preci in das Gemeindegebiet von Preci ein. Weiter der SP 476 nach Nordwesten folgend gelangt das Gewässer nach etwa einem Kilometer an die Brücke der Kirche Madonna del Ponte (mit einem Gemälde am Altar aus dem 15. Jahrhundert, Jesuskind mit einer Schwalbe, dem Maestro di Piedivalle zugeschrieben), die etwa 500 m vor Piedivalle (611 m), einem Ortsteil von Preci, liegt. In gleicher Richtung der gleichen Straße entlang fließend kommt der Campiano nach etwa zwei Kilometern im Hauptort Preci an der 1808 entstandenen Mühle Molino di Borgo Garibaldi (heute das Besucherzentrum des Nationalparks Parco Nazionale dei Monti Sibillini “L’antico mulino”) an, wo er den linksseitig und auf einer Anhöhe gelegenen Hauptort (596 m) vom rechtsseitig in ungefährer Flusshöhe gelegenen Borgo Borgo Preci (528 m, auch Borgo Garibaldigenannt) trennt. Am nördlichen Ende des Borgo lässt der Fluss die in unmittelbarer Nähe gelegene Kirche Madonna della Peschiera (im 17. Jahrhundert über den Resten einer Vorgängerkirche entstanden) rechts liegen und gelangt kurz darauf an die für die Kirche namensgebende Fischzuchtanlage (Peschiera) von Preci, in der Forellen gezüchtet werden. Weiter der SP 476 entlang nach Westen verlaufend tritt er in das 54 ha umfassende und seit 1995 bestehende Natura 2000-Schutzgebiet Valle di Campiano ein. Das Schutzgebiet endet kurz südlich von Corone (495 m), einem zu Preci gehörenden Ort. Von hier wendet sich der Fluss nach Südwesten und mündet etwa 500 m südlich von Ponte Chiusita (auch Pontechiusita, 456 m, Gemeinde Visso, Provinz Macerata, Region Marken) noch im Gemeindegebiet von Preci in die Nera.

## Bilder

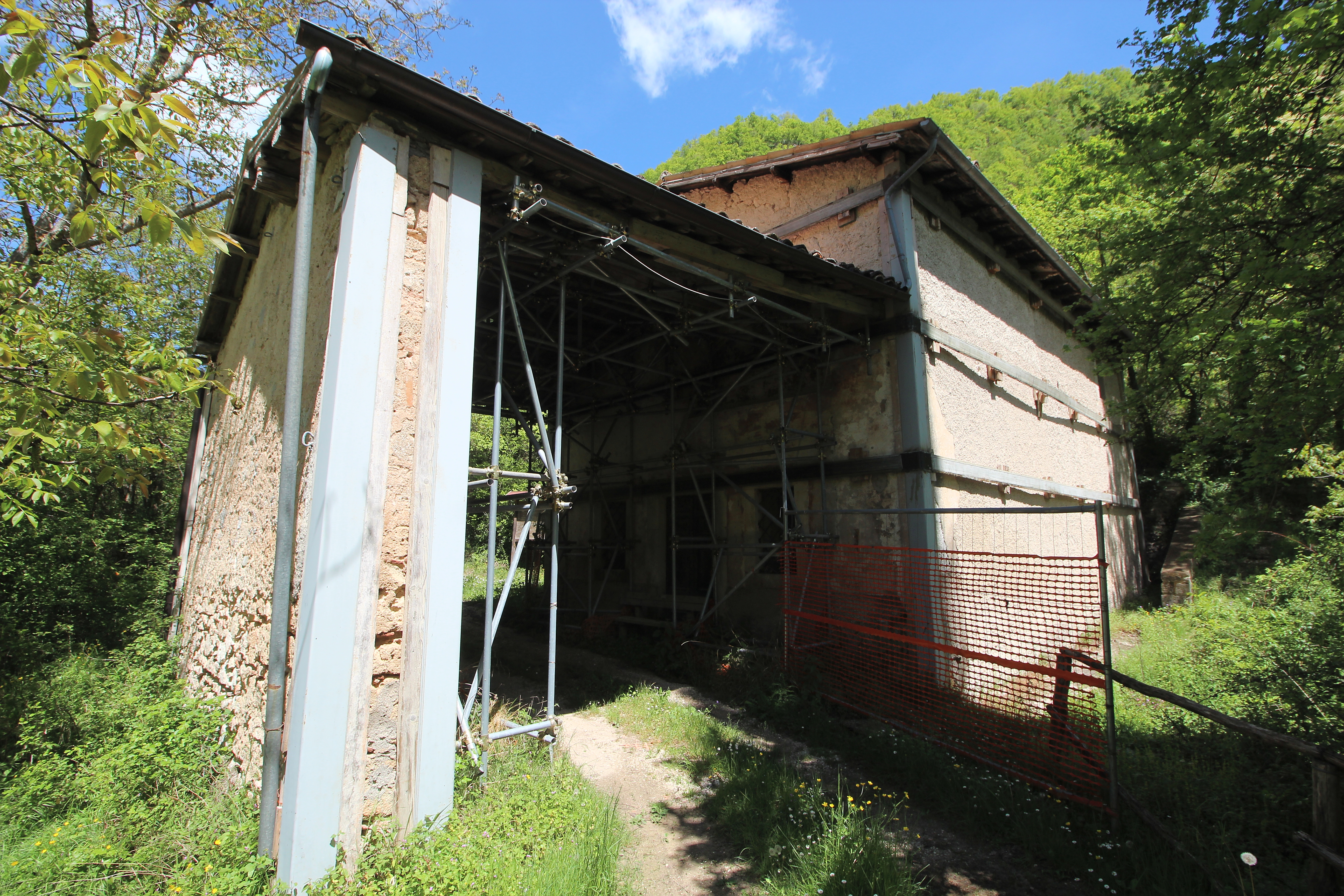
Die Kirche Madonna del Ponte kurz vor Piedivalle
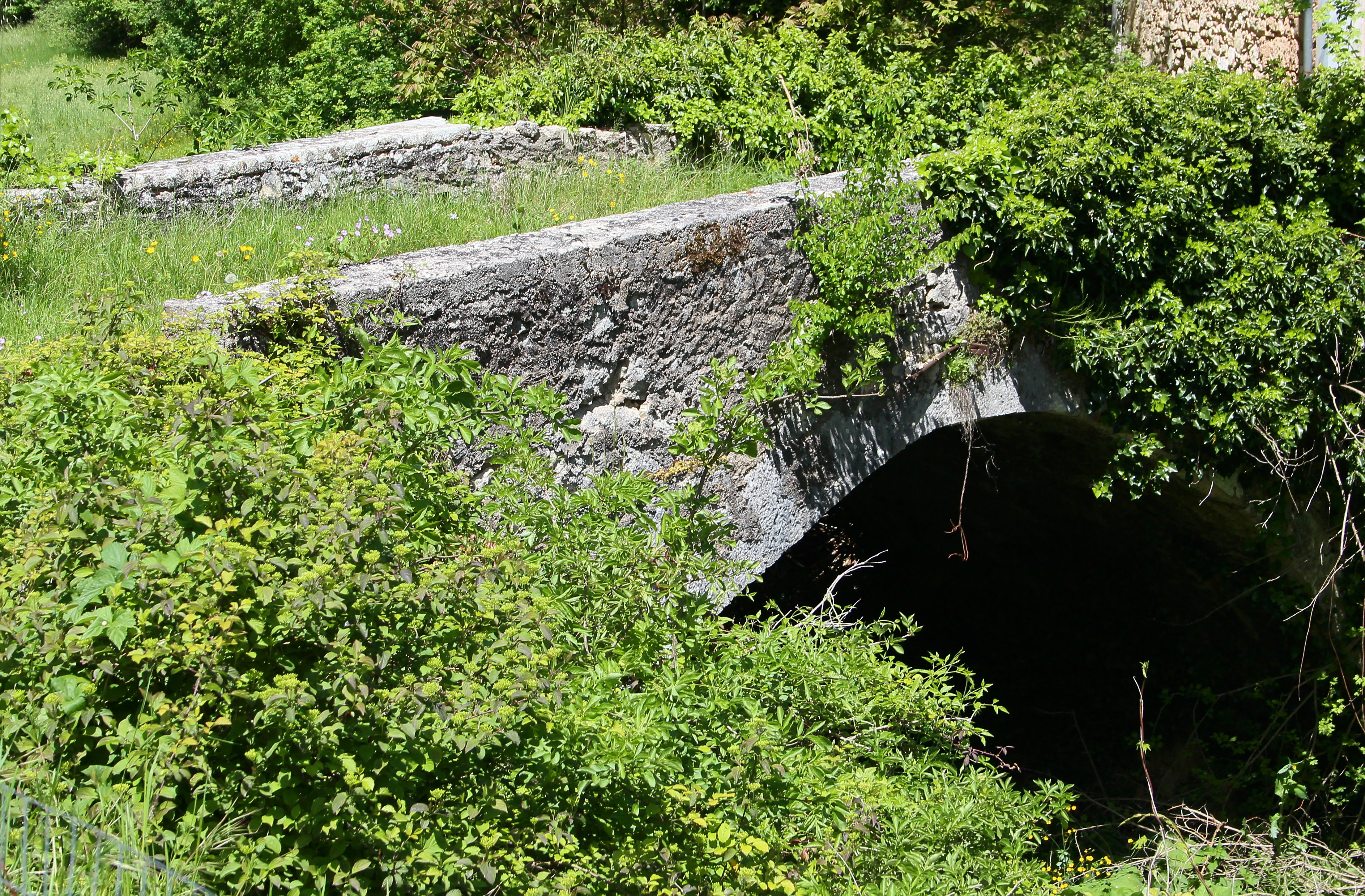
Die Brücke über den Campiano nach der Kirche Madonna del Ponte
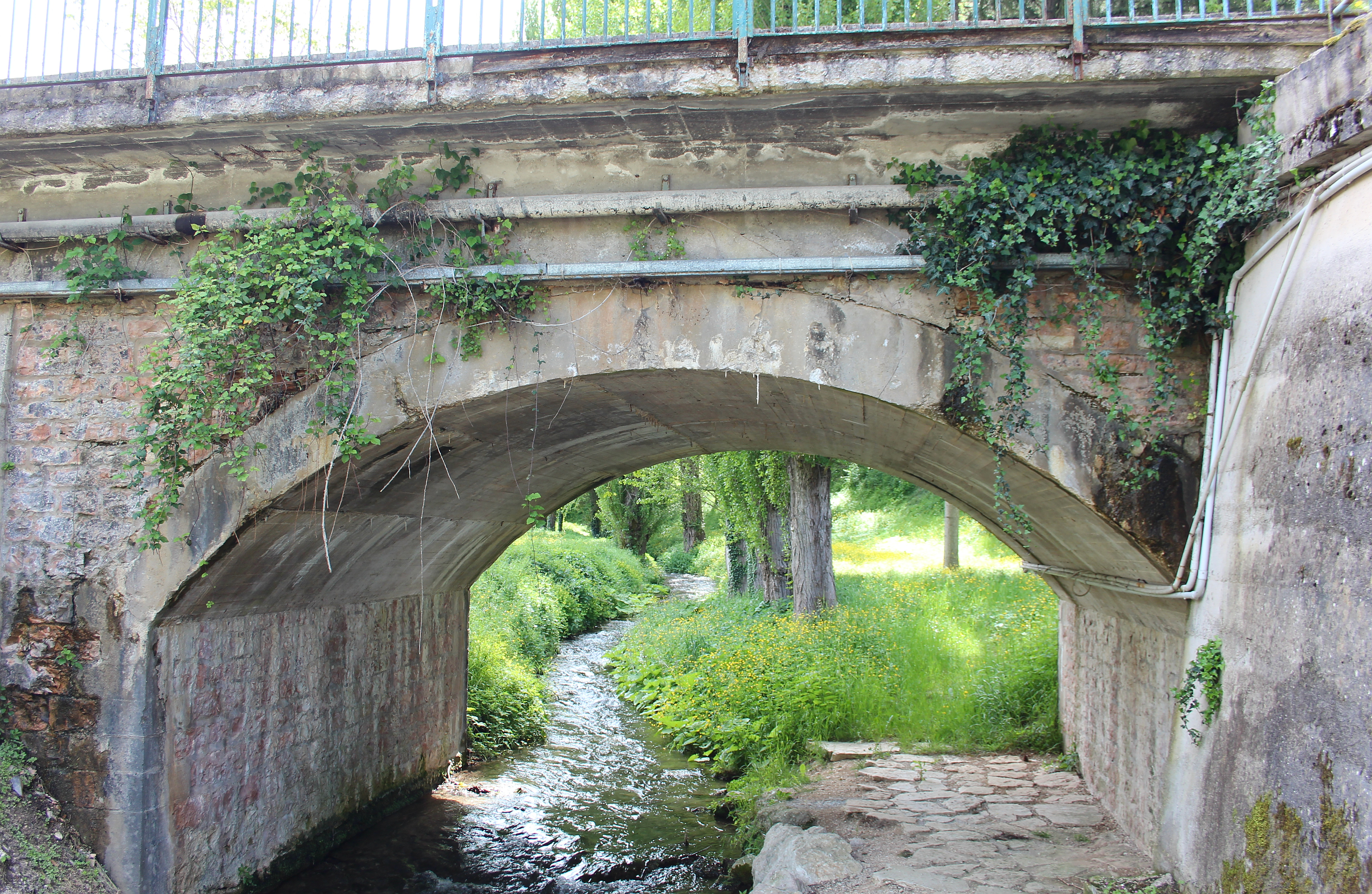
Die Brücke über den Campiano in Borgo Preci
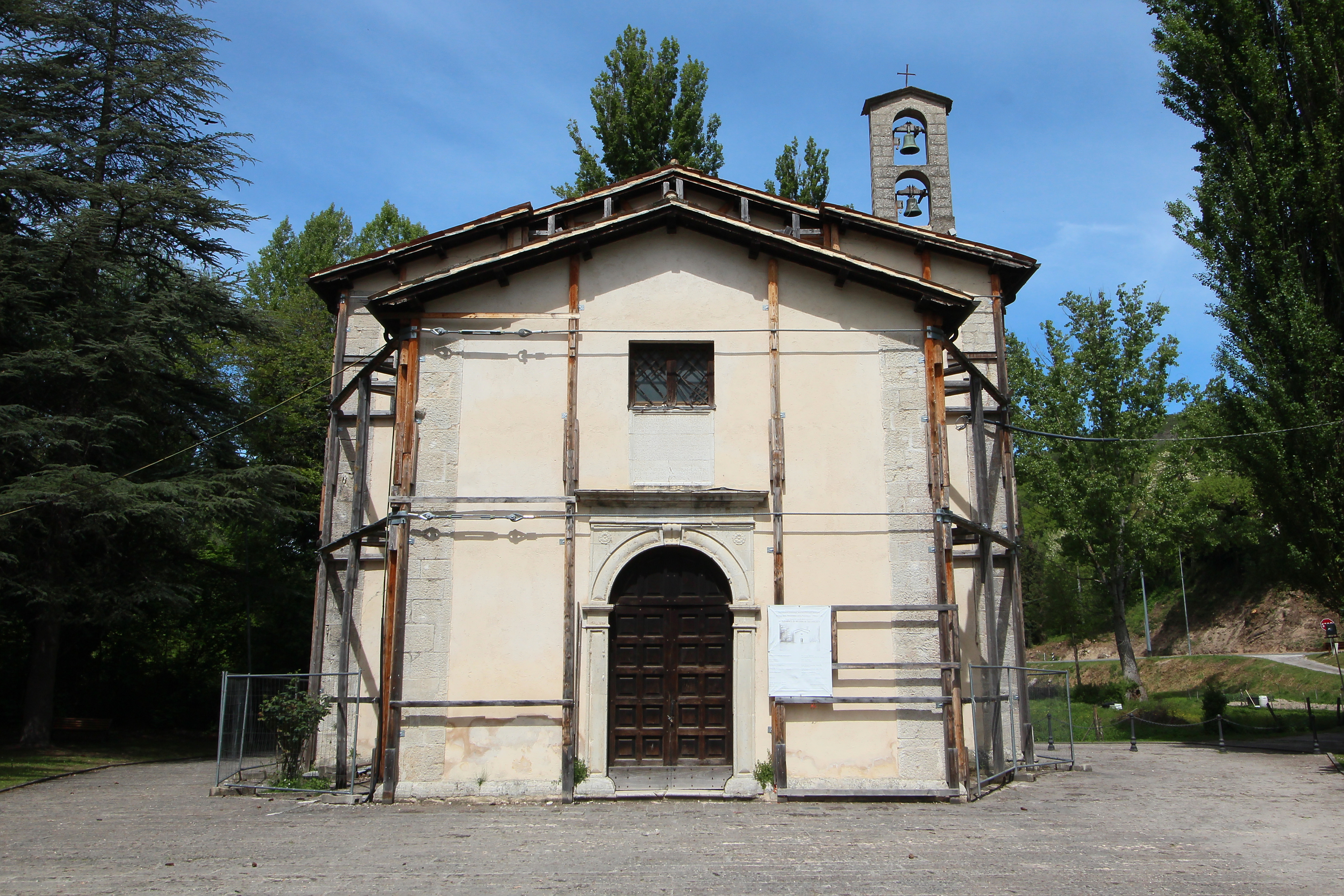
Die Kirche Madonna della Peschiera in Borgo Preci